# Cattedrale della Dormizione (Sergiev Posad)
La cattedrale della Dormizione (in russo Успенский собор?) è una cattedrale ortodossa situata a Sergiev Posad, in Russia. Insieme alla cattedrale della Trinità fa parte del complesso del monastero della Trinità di San Sergio ed è patrimonio dell'umanità dell'UNESCO.

## Storia e descrizione
Questa cattedrale, dalla cupola centrale dorata, circondata da altre quattro blu con stelle brillanti, è situata nel cuore del monastero. Ivan il Terribile la commissionò nel 1559 per celebrare la vittoria sui Mongoli a Kazan'. Fu completata 26 anni più tardi su un progetto ispirato alla Cattedrale della Dormizione situata nel Cremlino di Mosca. I pittori dell'acclamata scuola di artisti di Jaroslavl', guidati da Dmitrij Grogorev impiegarono 100 giorni a decorare il sontuoso interno nel 1684. I loro nomi sono incisi in un affresco del Giudizio universale sulla parete a ovest.